# Shigeru Sakurai
Shigeru Sakurai (桜井 繁 Sakurai Shigeru?, nacido el 29 de junio de 1979 en Ibaraki) es un exfutbolista japonés. Jugaba de guardameta y su último club fue el Tochigi SC de Japón.

## Trayectoria

### Clubes
| Club              | País  | Año         |
| ----------------- | ----- | ----------- |
| Montedio Yamagata | Japón | 2002 - 2006 |
| Ventforet Kofu    | Japón | 2007 - 2008 |
| Vegalta Sendai    | Japón | 2009 - 2014 |
| Tochigi SC        | Japón | 2015        |

## Estadística de carrera

### J. League
| Club              | Año   | J. League | J. League | Copa J. League | Copa J. League | Total | Total |
| Club              | Año   | Part.     | Goles     | Part.          | Goles          | Part. | Goles |
| ----------------- | ----- | --------- | --------- | -------------- | -------------- | ----- | ----- |
| Montedio Yamagata | 2002  | 4         | 0         | -              | -              | 4     | 0     |
| Montedio Yamagata | 2003  | 44        | 0         | -              | -              | 44    | 0     |
| Montedio Yamagata | 2004  | 40        | 0         | -              | -              | 40    | 0     |
| Montedio Yamagata | 2005  | 40        | 0         | -              | -              | 40    | 0     |
| Montedio Yamagata | 2006  | 5         | 0         | -              | -              | 5     | 0     |
| Ventforet Kofu    | 2007  | 1         | 0         | 0              | 0              | 1     | 0     |
| Ventforet Kofu    | 2008  | 29        | 0         | -              | -              | 29    | 0     |
| Vegalta Sendai    | 2009  | 0         | 0         | -              | -              | 0     | 0     |
| Vegalta Sendai    | 2010  | 0         | 0         | 2              | 0              | 2     | 0     |
| Vegalta Sendai    | 2011  | 0         | 0         | 0              | 0              | 0     | 0     |
| Vegalta Sendai    | 2012  | 0         | 0         | 1              | 0              | 1     | 0     |
| Vegalta Sendai    | 2013  | 0         | 0         | 2              | 0              | 2     | 0     |
| Vegalta Sendai    | 2014  | 1         | 0         | 2              | 0              | 3     | 0     |
| Tochigi SC        | 2015  | 20        | 0         | -              | -              | 20    | 0     |
| Total             | Total | 184       | 0         | 7              | 0              | 191   | 0     |

## Palmarés

### Títulos nacionales
| Título    | Club           | País  | Año  |
| --------- | -------------- | ----- | ---- |
| J2 League | Vegalta Sendai | Japón | 2009 |